# 内比奥罗

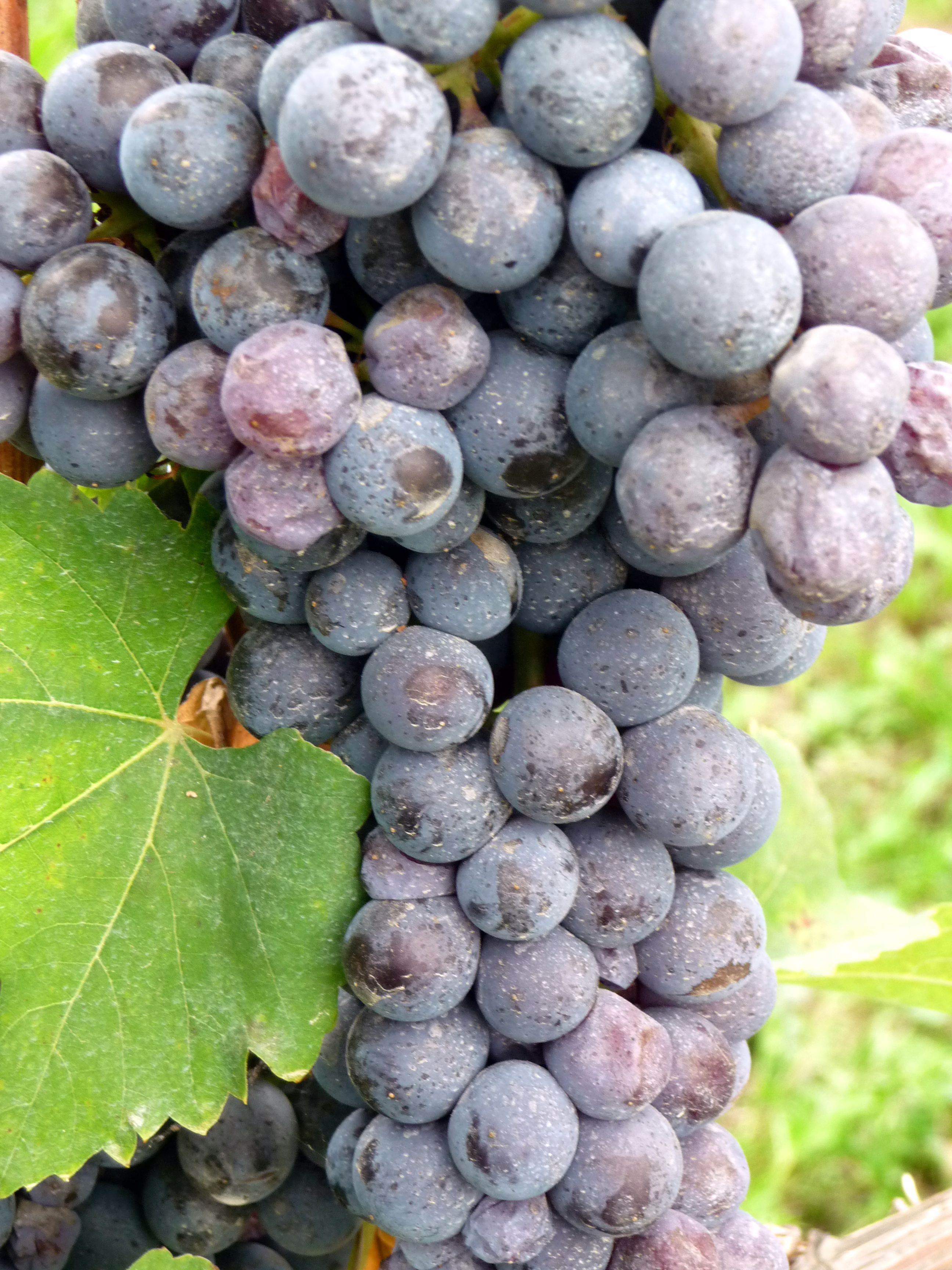
內比歐露葡萄

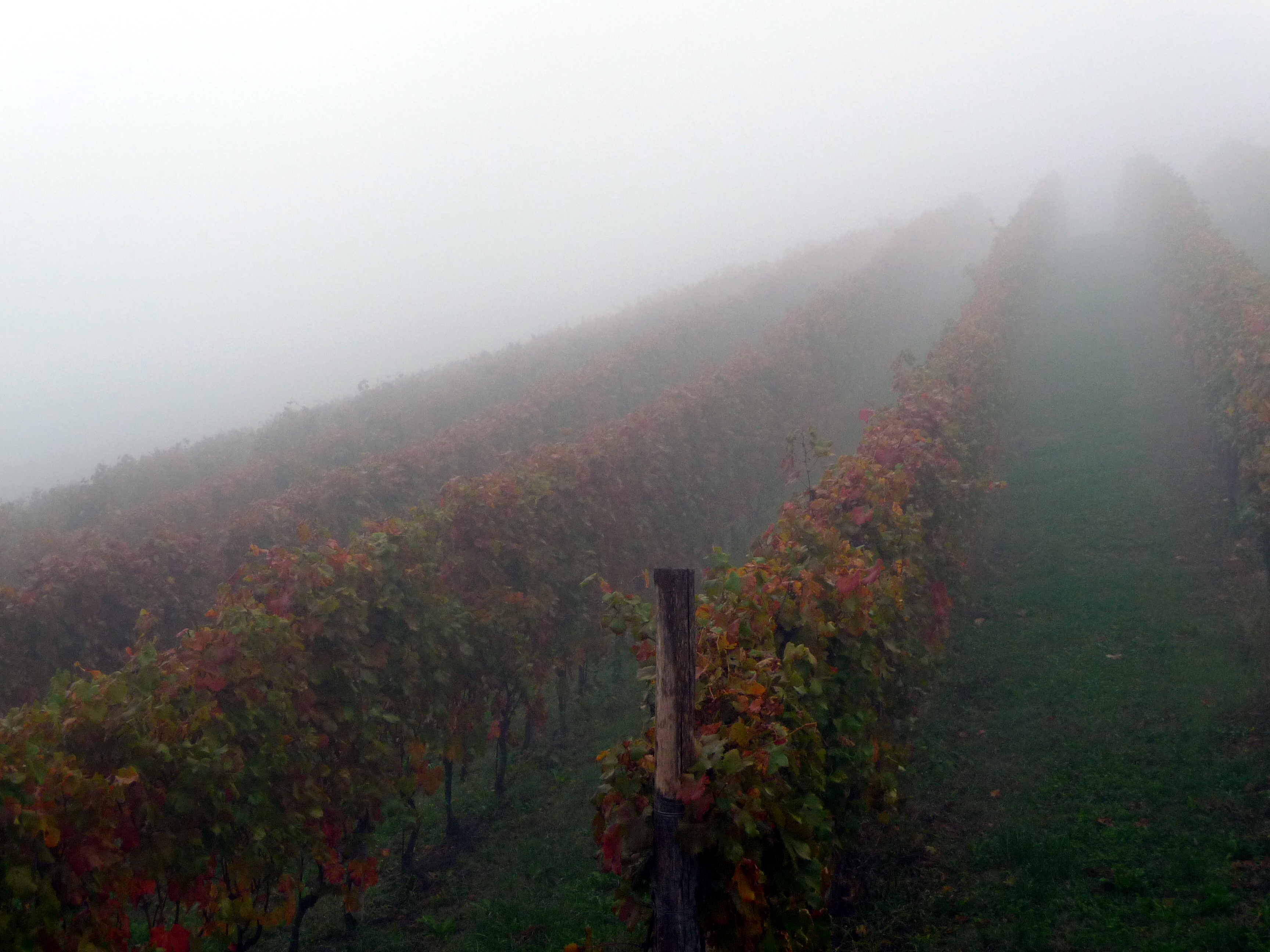
被大霧籠罩的葡萄園

內比歐露（義大利語：Nebbiolo，又譯為内比奥罗）是意大利品種的釀酒葡萄，主要種植於意大利西北部的皮埃蒙特、巴羅洛及巴巴瑞斯克等產區。"Nebbiolo: 從意大利語 "nebbia" 中衍生出來，有霧的意義，常被稱為霧葡萄。

## 品種特性
內比歐露對土壤挑剔，晚熟，產量少，只佔了皮埃蒙特的6%，年輕時嚐起來相當艱澀，到達適飲期時則具有複雜香氣及口感，尤其是特殊的松露及藥草風味最受到酒迷的喜愛。
內比歐露為北意大利的原生品種，其名稱由來眾說紛紜，但多與霧（nebbia）有關，一說是因為朗格區丘陵在採收季節時多霧有關，另有一說是此種葡萄成熟時表皮覆蓋的一層如霧般的白色天然蠟有關，因此也有「霧葡萄」之稱。內比歐露在北義的皮埃蒙特又稱為斯帕那（Spanna），適合種植於向陽的坡面，在石灰質土壤中表現尤其出色。意大利著名的巴羅洛與巴巴瑞斯可的內比歐露所釀造出的酒具有豐富且複雜的香氣，帶有紫羅蘭、柏油(焦煤)、藥草、松露及黑色漿果等複雜風味，單寧和酸度極高，結構堅實。
內比歐露葡萄酒通常需要較長時間陳釀，少則2-3年，多則8-10年，在這漫長的等待過程中，酒色會由深寶石紅色轉為磚紅色；香氣上則會帶有更明顯的玫瑰花香、成熟櫻桃氣息。酒中富含的單寧也從一開始的濃重轉化為圓潤豐滿，喝起來柔軟順口。

## 主要產區
相較於意大利另一個重要品種桑嬌維賽的明顯果香，內比歐露的果味則相對收斂，而多了些成熟沈穩的皮革、八角風味。
特色風味：櫻桃、玫瑰、皮革、八角、焦油。
口感：喝起來頗為厚實，單寧和酸度表現非常突出。
經典產區：巴羅洛、巴巴瑞斯可。

## 外部連結
- Wines and Vines - Characteristics of Nebbiolo Wine including aging.（英文）